# Mussa Kussa

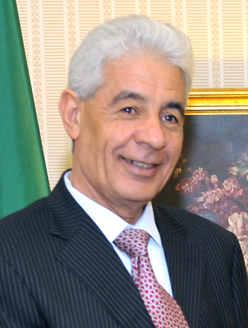
Mussa Kussa (September 2010)

Mussa Kussa  (arabisch موسى كوسا, DMG Mūsā Kūsā; * 1949 oder 1950 in Tripolis) ist ein libyscher Diplomat und Politiker.

## Biografie
Kussa war zunächst als Sicherheitsspezialist an Botschaften von Libyen in Europa tätig, ehe er 1980 zum Botschafter in Großbritannien berufen wurde. Noch im Juni 1980 wurde er jedoch aus Großbritannien ausgewiesen, nachdem er den Standpunkt vertrat, politische Oppositionelle aus Libyen, die in Großbritannien lebten, zu eliminieren. Anschließend war er bis 1982 weiterhin Sicherheitsspezialist an Botschaften.
Nach seiner Rückkehr wurde er zunächst 1982 Mitarbeiter des Direktoriums des Revolutionskomitees und befasste sich dort mit der Planung und Anordnung politischer Attentate. 1984 wechselte er ins Büro für Auswärtige Sicherheit (Mathaba) unter der Leitung von Oberst Younes Bilgasim und war dort Koordinator für die Unterstützung von Befreiungsbewegungen in Afrika. Wegen dieser Tätigkeit besteht in Frankreich gegen ihn Haftbefehl, denn er gilt als ein Verantwortlicher für den Anschlag auf den UTA-Flug 772, dem 1989 über Niger 170 Menschen zum Opfer fielen.
Danach stieg er 1992 zum Stellvertretenden Außenminister auf und wurde schließlich 1994 Chef des Auslandsgeheimdienstes und damit bis 2009 eine der einflussreichsten politischen Persönlichkeiten Libyens. Im Oktober 2001 traf er sich mit Vertretern der CIA in London, um dort über den Internationalen Terrorismus zu verhandeln. 2003 war er Leiter einer Delegation für Verhandlungen mit dem Generaldirektor der Internationalen Atomenergie-Organisation (IAEO), Mohammed el-Baradei, über den Verzicht von Massenvernichtungswaffen.
Am 4. März 2009 wurde er im Rahmen einer Regierungsumbildung als Nachfolger von Abdel Rahman Shalgham zum Außenminister in das Kabinett des Generalsekretärs des Allgemeinen Volkskomitees, Al-Baghdadi Ali al-Mahmudi, berufen. Kussa wird von der Opposition für die Verfolgung und Tötung vieler Regimekritiker verantwortlich gemacht. Seine Ernennung ließ auf eine härtere Gangart gegenüber dem Westen schließen.
In der Funktion als Außenminister war er im April 2009 auch Präsident des 28. Treffens der Union des Arabischen Maghreb in Tripolis, der neben Libyen auch Algerien, Marokko, Mauretanien und Tunesien angehören.
Am 30. März 2011 gab er nach seiner Flucht über Tunesien nach London während des Bürgerkriegs 2011 seinen Rücktritt als Außenminister bekannt. Am 4. April 2011 hob das Finanzministerium der USA die gegen Kussa bestehenden Sanktionen auf. Seit 2001 verhandelte er mit britischen und amerikanischen Geheimdiensten, zu denen er außerordentlich gute Beziehungen aufbaute. Thema war neben Libyens Verzicht auf Massenvernichtungswaffen auch die Verbringung politischer Gefangener durch US-Geheimdienste nach Libyen, wo sie Folterverhören unterzogen wurden. Nach dem Einmarsch der Aufständischen in Tripolis wurden in seinem Büro Dokumente gefunden, die das bestätigen.